# Lex Lang
Lex Lang est un acteur de doublage et réalisateur américain. Durant sa carrière, il prête sa voix et est réalisateur pour un certain nombre d'animations et de jeux vidéo. Il est surtout connu pour avoir interprété le docteur Neo Cortex dans la franchise Crash Bandicoot, Suguru Geto dans Jujutsu Kaisen, Ecliptor dans Power Rangers : Dans l'espace, et Goemon Ishikawa dans Lupin III.

## Biographie

### Jeunesse
Né à Hollywood, en Californie, il commence à se produire à l'âge de 7 ans, en animant une émission de radio et en étant le maître de cérémonie du Seagram's National Comedy Competition.
Pendant ses études secondaires, il joue dans diverses productions théâtrales au Community Theatre de Scottsdale, en Arizona, notamment dans The Fantastiks, Bus Stop, The Apple Tree, Des souris et des hommes et Cinderella'.
Alors qu'il fréquente l'université, il fait du stand-up et des imitations dans divers clubs, dont The Comedy Store, Dr. Giggles, The NFL Cub, Anderson's Fifth Estate et The Improv. Durant sa carrière, il se produit aux côtés de Jim Carrey, Richard Belzer et David Spade. Plus tard, il est retourné à Hollywood, en Californie, pour étudier la musique au Musician's Institute avant de se lancer dans le doublage en 1996.

### Carrière
Deux fois récompensé aux Daytime Entertainment Emmy Awards (d'abord pour son interprétation du professeur Behdety dans la saison 2003/2004 de Tutenstein, puis pour celle du portier et de son chien Hundley dans la saison 2009/2010 de Georges le petit curieux), il participe à des centaines de productions, qu'il s'agisse d'animations originales, d'animes, de jeux vidéo, de doublages de célébrités ou de bandes-annonces de films. Il connait pour avoir été la voix du docteur Neo Cortex dans la série de jeu Crash Bandicoot, en remplacement de Clancy Brown. Il est également connu pour son travail de voix d'anime, jouant des rôles tels que Sagara Sanosuke dans Kenshin le vagabond et Goemon Ishikawa XIII dans la série Lupin III,,.

## Filmographie notable

### Anime
| Année       | Série                                            | Rôle                                                                       | Notes                                                           | Source, |
| ----------- | ------------------------------------------------ | -------------------------------------------------------------------------- | --------------------------------------------------------------- | ------- |
| 1997        | Street Fighter II V                              | Det. Tsung, Interpol Aide, voix additionnelles                             | Sous Alex Lang                                                  | [ 9 ]   |
| 1997        | Tokyo Revelation                                 | Voix additionnelles                                                        | OVA                                                             | [ 9 ]   |
| 1997        | El-Hazard: The Wanderers                         | Conseiller étudiant, ancien du village, garde                              | Doublage Animaze/Pioneer                                        | [ 9 ]   |
| 1997        | Armageddon                                       | Delta Boy                                                                  | Doublage Animaze, sous Alexis Lang                              | [ 9 ]   |
| 1998        | Battle Athletes                                  | Voix additionnelles                                                        | OVA                                                             | [ 9 ]   |
| 1998        | El Hazard: The Magnificent World 2               | Voix additionnelles                                                        | OVA                                                             | [ 9 ]   |
| 1998        | Fushigi Yûgi                                     | Voix additionnelles                                                        |                                                                 | [ 9 ]   |
| 1998        | Giant Robo                                       | Voix additionnelles                                                        | OVA                                                             | [ 9 ]   |
| 1999        | Battle Athletes Victory                          | Sergei Garenstein, opérateur                                               |                                                                 | [ 9 ]   |
| 1999–2006   | Séries Digimon                                   | Cyberdramon, WarGreymon, Omnimon, Rapidmon, autres                         |                                                                 |         |
| 1999        | The Cockpit                                      | Captain A                                                                  | OVA, sous Walter Lang                                           | [ 9 ]   |
| 1999        | Magic Knight Rayearth                            | High Priest Zagato, Maire, Rayearth, Big Ugly Monster, Windam              | Scénariste de l'épisode 12, producteur musical Sous Alexis Lang | [ 9 ]   |
| 1999        | Mobile Suit Gundam 0083: Stardust Memory         | Allen                                                                      | OVA                                                             | [ 9 ]   |
| 1999        | Ninja Cadets                                     | Hayashi, Matsuzaka                                                         | OVA                                                             | [ 9 ]   |
| 1999        | Jungle de Ikou!                                  | Evil Ongo, papa de Takuma                                                  | OVA                                                             | [ 9 ]   |
| 1999        | Kenshin le vagabond                              | Hiko Seijuro                                                               | Séries d'OVA, doublage Sony                                     | ,       |
| 1999        | Wild 7                                           | Dispatcher                                                                 | OVA                                                             | [ 9 ]   |
| 2000        | Flint le détective                               | Dino Fisherman                                                             | -                                                               | [ 9 ]   |
| 2000        | Magic Knight Rayearth 2                          | Windam, Lantis, Rayearth, Zagato, Satoru Shidou                            |                                                                 | [ 9 ]   |
| 2000        | Trigun                                           | Terrorist, Newscaster                                                      |                                                                 | [ 9 ]   |
| 2000–2002   | Rurouni Kenshin                                  | Sagara Sanosuke, Iwanbo, autres                                            | Série télévisée, doublage Media Blasters                        | [ 9 ]   |
| 2001        | Arc the Lad                                      | Jack                                                                       |                                                                 | [ 9 ]   |
| 2001–2002   | Transformers: Robots in Disguise                 | Tow Line                                                                   |                                                                 |         |
| 2001        | Apocalypse Zero                                  | Kakugo Hagakure, Zero                                                      | OVA                                                             | [ 9 ]   |
| 2001        | Hand Maid May                                    | Kintaro Yamazaki                                                           |                                                                 | [ 9 ]   |
| 2001        | Mezzo Forte                                      | Bodyguard                                                                  | OVA                                                             | [ 9 ]   |
| 2001        | Mobile Suit Gundam: The 08th MS Team             | Ginias Sahalin                                                             | OVA                                                             | [ 9 ]   |
| 2001        | Nightwalker                                      | Cain, Shunichi, amant d'Asami                                              |                                                                 | [ 9 ]   |
| 2001        | Saint Tail                                       | Hayase, Henchman                                                           |                                                                 | [ 9 ]   |
| 2001        | Transformers: Robots in Disguise                 | Tow-Line                                                                   |                                                                 | [ 9 ]   |
| 2001        | Vampire Princess Miyu                            | Ryosuke, autres                                                            | Série télévisée, Tokyopop                                       | [ 9 ]   |
| 2002        | Babel II: Beyond Infinity                        | Lodem, Babel I, Balan, Dennis                                              |                                                                 | [ 9 ]   |
| 2002        | Cosmowarrior Zero : La Jeunesse d'Albator        | Axelater, Phase Braker, Dr. Aminner, Doctor, Master, Dr. Machine           |                                                                 | [ 9 ]   |
| 2002        | éX-Driver                                        | Student, Todo Thug A, Cain Tokioka, autres                                 | OVA                                                             | [ 9 ]   |
| 2002        | Tsukikage Ran                                    | Voix additionnelles                                                        |                                                                 | [ 9 ]   |
| 2002        | Ys                                               | Dark Fact                                                                  | OVA                                                             | [ 11 ]  |
| 2003        | Argentosoma                                      | Frank, nombreux personnages                                                |                                                                 | [ 9 ]   |
| 2003        | Bleu indigo                                      | Suzuki, Boy 2, annonceur télévisé, père d'Akiko, Takashi, étudiant, autres |                                                                 | [ 9 ]   |
| 2003        | .hack//SIGN                                      | Crim                                                                       |                                                                 | [ 9 ]   |
| 2003        | Blue Dragon (jeu vidéo)                          | Blue Dragon, Dark Dragon                                                   |                                                                 |         |
| 2003        | Daigunder                                        | Tri-Horn                                                                   |                                                                 | [ 9 ]   |
| 2003        | Figure 17                                        | D.D.                                                                       |                                                                 | [ 9 ]   |
| 2003        | Gun Frontier                                     | Stage Coach Guard, Guard, Man B, Heidelnoir                                |                                                                 | [ 9 ]   |
| 2003        | Heat Guy J                                       | Shun Aurora, Giobanni Gallo, autres                                        |                                                                 | [ 9 ]   |
| 2003        | Idol Project                                     | BaliHawaii Presenter, agent artistique, Alien                              | OVA                                                             | [ 9 ]   |
| 2003        | Immortal Grand Prix                              | Metoo                                                                      | Micro-série                                                     | [ 9 ]   |
| 2003        | Série Initial D                                  | Ryosuke « Ry » Takahashi                                                   | Doublage Tokyopop                                               | ,       |
| 2003        | Kikaider                                         | Patrol Car Officer, Carmine Spider                                         |                                                                 | [ 9 ]   |
| 2003        | Last Exile                                       | Claimh-Solais Soldier, autres                                              |                                                                 | [ 9 ]   |
| 2003        | Lupin le troisième, partie II                    | Goemon Ishikawa XIII, Kosuke Kidani                                        | Série télévisée                                                 | [ 9 ]   |
| 2003        | Mirage of Blaze                                  | Shuhei Chiaki, Danjyo Kousaka, Attendant                                   | Aussi scénariste notamment                                      | [ 9 ]   |
| 2003        | s-CRY-ed                                         | Kunihiko Kimishima                                                         |                                                                 | [ 9 ]   |
| 2003        | Wild Arms                                        | King Kianu                                                                 |                                                                 | [ 9 ]   |
| 2003}       | Witch Hunter Robin                               | Juzo Narumi, Thug, Shunji Nagira                                           |                                                                 | [ 9 ]   |
| 2003        | Ys II: Castle in the Heavens                     | Jira, Dark Fact                                                            | OVA                                                             | [ 11 ]  |
| 2003–2004   | Mahoromatic                                      | Slash, Membre de gang, Commandant Hayato Daimon                            | Aussi pour les OVA et ép. spéciaux                              | [ 9 ]   |
| 2003–2004   | Les Douze Royaumes                               | Shoryu, autres                                                             |                                                                 | [ 9 ]   |
| 2004        | Burn-Up Scramble                                 | Voleur, Petit copain imaginaire, Voyou                                     |                                                                 | [ 9 ]   |
| 2004        | Gad Guard                                        | Haneke, autres                                                             |                                                                 | [ 9 ]   |
| 2004        | Ghost in the Shell: Stand Alone Complex          | Officier, Commandant, autres                                               |                                                                 | [ 9 ]   |
| 2004        | Gungrave                                         | Bunji Kugashira, « Mad Dog » Ladd Carabel                                  |                                                                 | [ 9 ]   |
| 2004        | Here is Greenwood                                | Furusawa                                                                   | OVA, doublage Media Blasters                                    | [ 9 ]   |
| 2004        | Space Pirate Captain Herlock                     | Captain Harlock                                                            | OVA                                                             | [ 9 ]   |
| 2004        | Stellvia                                         | Ritsou Soujin, autres                                                      |                                                                 | [ 9 ]   |
| 2004        | Submarine 707R                                   | Jack Vance Captain, Chairman Jonathan, PKN Chairman, autres OVA            |                                                                 | [ 9 ]   |
| 2004        | Wolf's Rain                                      | Soldat                                                                     |                                                                 | [ 9 ]   |
| 2004        | éX-Driver: Nina and Rei Danger Zone              | Voix additionnelles                                                        | OVA Aussi directeur artistique                                  | [ 9 ]   |
| 2005–2009   | Naruto                                           | Teuchi, Tsubasa, Hayate Gekko, Jigumo Fuma, autres                         |                                                                 | [ 10 ]  |
| 2005        | L'Âge du Verseau                                 | Ray Alucard                                                                |                                                                 | [ 9 ]   |
| 2005        | Fafner in the Azure                              | Kenji Kondo, autres                                                        | Aussi directeur artistique                                      | [ 9 ]   |
| 2005        | Immortal Grand Prix                              | Dew                                                                        | Série télévisée                                                 | [ 9 ]   |
| 2005        | Mars Daybreak                                    | Kuberness, Regardie, EF Soldier                                            |                                                                 | [ 9 ]   |
| 2005        | New Getter Robo                                  | Ryoma Nagare                                                               |                                                                 | [ 9 ]   |
| 2005        | Otogi Zoshi                                      | Mansairaku                                                                 |                                                                 | [ 9 ]   |
| 2005        | Planetes                                         | Sia's father                                                               |                                                                 | [ 9 ]   |
| 2005        | Saiyuki Reload                                   | Genjyo Sanzo                                                               |                                                                 | [ 9 ]   |
| 2005        | Samurai champloo                                 | Musashi « Johnny » Miyamoto, Xavier le troisième, autres                   |                                                                 | [ 9 ]   |
| 2005        | Scrapped Princess                                | Socom, Galil, autres                                                       |                                                                 | [ 9 ]   |
| 2002        | Enfer et Paradis                                 | Ishimatsu, autres                                                          |                                                                 | [ 9 ]   |
| 2006–2014   | Bleach                                           | Marechiyo Ōmaeda, Runuganga                                                |                                                                 | [ 10 ]  |
| 2006        | Kannazuki no miko                                | Kazuki Ōgami                                                               |                                                                 | [ 13 ]  |
| 2006        | Fate/stay night                                  | Issei Ryudo                                                                |                                                                 | [ 9 ]   |
| 2006        | Karas                                            | Announceur, Monstre, Shako                                                 |                                                                 | [ 9 ]   |
| 2006        | Saiyuki Reload Gunlock                           | Genjo Sanzo                                                                |                                                                 | [ 9 ]   |
| 2007        | Tales of Phantasia                               | Lundgrom                                                                   | OVA                                                             | [ 9 ]   |
| 2008–2009   | Blue Dragon                                      | Blue Dragon                                                                |                                                                 |         |
| 2008        | Lucky Star                                       | Meito Anizawa, Présentateur télé, autres                                   |                                                                 | [ 9 ]   |
| 2009–2015   | Naruto Shippuden                                 | Teuchi, Kitane, Hayate Gekko, autres                                       |                                                                 |         |
| 2015        | Lupin III part. IV: The Italian Adventure        | Goemon Ishikawa XIII                                                       | Série télévisée                                                 | [ 14 ]  |
| 2015–2016   | Durarara!!×2                                     | Egor, Shu Aozaki                                                           |                                                                 | ,       |
| 2015        | Yuki Yuna is a Hero                              |                                                                            |                                                                 | [ 16 ]  |
| 2015–2016   | Aldnoah.Zero                                     | Cruhteo                                                                    |                                                                 | [ 17 ]  |
| 2015        | Fate/stay night: Unlimited Blade Works           | Soichiro Kuzuki                                                            | Série télévisée                                                 | [ 18 ]  |
| Depuis 2016 | One Punch Man                                    | Flashy Flash, autres                                                       |                                                                 | ,       |
| 2017        | Dragon Ball Super                                | Goku, Black Goku                                                           | Doublage Bang Zoom! pour Toonami Asie                           | [ 21 ]  |
| 2018        | Lupin III, part. V                               | Goemon Ishikawa XIII                                                       | Série télévisée                                                 | [ 14 ]  |
| 2018        | JoJo's Bizarre Adventure: Diamond is Unbreakable | Anjuro Katagiri                                                            |                                                                 | [ 11 ]  |
| 2020        | Ghost in the Shell: SAC_2045                     | Vendor Man                                                                 |                                                                 | [ 11 ]  |
| Depuis 2020 | Jujutsu Kaisen                                   | Suguru Geto                                                                |                                                                 |         |
| Depuis 2022 | Bleach: Thousand-Year Blood War                  | Marechiyo Omaeda                                                           |                                                                 |         |